# Lars Erik Westblad
Lars Erik Westblad (i riksdagen kallad Welin i Herrljunga), född 8 februari 1811 i Lindesbergs landsförsamling, Örebro län, död 3 september 1891 i Uppsala församling, var en svensk jurist och politiker.
Westblad var häradshövding i Uppsala läns norra domsaga. I riksdagen var han ledamot av andra kammaren.